# 光宗 (高麗王)
光宗（こうそう、925年 - 975年7月4日）は第4代高麗王（在位：949年 - 975年）。姓は王、諱は昭、諡号は弘道宣烈平世粛憲懿孝康恵大成大王。父は太祖、母は神明順成王后劉氏。恵宗の異母弟で定宗の同母弟。
元朝服属以前の高麗君主であったことから、対中国王朝に対しては国王と称していたが、国内では皇帝や天子といった呼称も使用していた。

## 治世
956年に奴婢按検法を宣布し、後三国時代の混乱期に奴婢となった者たちの身分回復を始めた。この法により、大量の奴婢が耕作する広大な所領を経済的基盤としていた建国の功労者である豪族たちの勢力をそぎ、王権の強化に努めた。また科挙制度の開始など、高麗初期において国家の基盤を築いた名君として評価されている。だが治世の後半に至って豪族や親族に対する排除は粛清といえるほどに厳しさを増し、中には罪なく殺された者もでたため、後世に批判される面もあった。

## 家族

### 后妃
- 王后：大穆王后 皇甫氏　太祖と神静王后 皇甫氏の娘。異母妹にあたる。
- 側室：慶和宮夫人 林氏　第2代国王恵宗の娘。姪にあたる。弟が光宗に粛清されたことを受けて、自殺した。
- 側室：宜慧貴妃 大氏　渤海国王族出身。
- 側室：宮人 金氏 ？出身

### 子女
いずれも大穆王后との子。
- 景宗 第5代国王。
  - 孫：穆宗 第7代国王。
- 孝和太子（早世）
- 千秋公主
- 寶華公主
- 文徳王后（第6代国王成宗の正妃）
  - 孫娘：宣正王后劉氏（第7代国王穆宗の正妃）（前夫 弘徳院君王圭（太祖の孫）との娘）

## 光宗 (高麗王)が登場する作品
テレビドラマ
- 『光宗大王 〜帝国の朝〜』、（2002年韓国KBS、演：キム・サンジュン）
- 『輝くか、狂うか』（2015年韓国MBC、演：チャン・ヒョク）
- 『麗＜レイ＞～花萌ゆる8人の皇子たち～』（2016年韓国SBS、演：イ・ジュンギ）(日本語吹き替え版声優：石田彰)

## 注記
1. ↑  『高達寺元宗大師恵真塔』より